# Річки (Вілейський район, Довгиніська сільська рада)
Річки (біл. вёска Рєчкі) — село в складі Вілейського району Мінської області, Білорусь. Село підпорядковане Довгинівській сільській раді, розташоване в північній частині області.

## Історія
У 1921–1945 роках село знаходилось у Польщі, у Вільнюській воєводстві, Вілейського повіту, гміні Довгиново.

## Населення
- 1921 рік - 138 люди, 25 будинки[1].
- 1931 рік - 145 люди, 28 будинки[2].